# New Jersey
New Jersey (wym. /nju:ˈdʒɜrzi/ⓘ) – stan w północno-wschodniej części Stanów Zjednoczonych, nad Oceanem Atlantyckim.
Stolica Trenton (82,8 tys. mieszkańców, 2008). Największe miasta: Newark (277,7 tys. mieszkańców, 2012), Jersey City (247,5 tys. mieszkańców, 2010) i Paterson (149,2 tys. mieszkańców, 2000) należące do regionu metropolitalnego Nowego Jorku.
W New Jersey znajduje się jeden z trzech największych portów lotniczych metropolii nowojorskiej: Newark Liberty International Airport.

## Historia
Około 1524 roku do wybrzeży New Jersey dotarł, pozostający w służbie króla Francji, podróżnik włoski Giovanni da Verrazzano. W 1609 roku dolny bieg rzeki, nazwanej później jego imieniem, badał Anglik Henry Hudson. Od ok. 1620 roku obszar dzisiejszego New Jersey zasiedlali Holendrzy i Szwedzi. W 1625 roku tereny te weszły w skład kolonii Nowa Szwecja, przyłączonej w 1655 roku do Nowych Niderlandów.
W 1664 roku zajęte przez Brytyjczyków, weszły w skład kolonii Nowy Jork, zostały jednak wkrótce wydzielone administracyjnie jako odrębna kolonia (Prowincja New Jersey). W 1776 roku New Jersey proklamowało niezależność od Wielkiej Brytanii. W 1787 roku prowincja była jednym ze stanów-założycieli Unii.
Od początku XIX w. intensywny napływ imigracji europejskiej, m.in. z Polski.
W 2013 w stanie New Jersey zalegalizowano małżeństwa osób tej samej płci.

## Gospodarka
Powierzchnia stanu w większości nizinna, jedynie w północno-wschodniej części pagórkowata i wyżynna.
New Jersey należy do najsilniej uprzemysłowionych stanów Stanów Zjednoczonych. Rozwinięty przemysł chemiczny, elektromaszynowy, odzieżowy, środków transportu. Intensywne rolnictwo i hodowla.
Wzdłuż wybrzeża oceanu są zlokalizowane liczne kąpieliska i ośrodki wypoczynkowe (najbardziej znane – Atlantic City).
Znajduje się tu w parku rozrywki Six Flags największy rollercoaster na świecie, który osiąga prędkość 206 km/h, wspinając się do 104 m n.p.m.

## Podział administracyjny
Stan New Jersey podzielony jest na 21 hrabstw.

## Miejscowości
Na terenie stanu New Jersey znajdują się 323 miasta (city lub town), wsie (village oraz miejscowości o statusie borough, w tym 4 o liczbie ludności przekraczającej 100 000 mieszkańców, 112 powyżej 10 000 mieszkańców, a 294 powyżej 1000 mieszkańców (2022 r.).
Lista miejscowości zamieszkanych przez 15 000 lub więcej osób (2022 r.):

- Newark (305 344)
- Jersey City (286 670)
- Paterson (156 661)
- Elizabeth (134 283)
- Trenton (89 661)
- Clifton (88 709)
- Camden (70 996)
- Bayonne (69 527)
- Passaic (69 128)
- East Orange (68 446)
- Union City (65 366)
- Vineland (60 491)
- Hoboken (57 703)
- New Brunswick (55 998)
- Perth Amboy (55 357)
- Plainfield (54 513)
- West New York (51 981)
- Hackensack (45 633)
- Sayreville (45 123)
- Linden (43 352)
- Kearny (39 862)
- Fort Lee (39 688)
- Atlantic City (38 561)
- Fair Lawn (35 279)
- Long Branch (32 434)
- Garfield (32 412)
- Westfield (30 539)
- Princeton (30 377)
- Rahway (29 693)
- Englewood (29 034)
- Bergenfield (28 163)
- Millville (27 308)
- Bridgeton (26 410)
- Paramus (26 359)
- Ridgewood (26 168)
- Lodi (25 786)
- Cliffside Park (25 560)
- Carteret (25 176)
- South Plainfield (24 228)
- Glassboro (23 600)
- North Plainfield (22 637)
- Summit (22 342)
- Roselle (22 327)
- Lindenwold (21 595)
- Elmwood Park (21 233)
- Secaucus (21 108)
- Pleasantville (20 662)
- Morristown (20 339)
- Palisades Park (20 106)
- Harrison (19 801)
- Tinton Falls (19 462)
- Point Pleasant (19 382)
- Hawthorne (19 231)
- Rutherford (18 662)
- Dover (18 422)
- Dumont (18 182)
- New Milford (16 875)
- North Arlington (16 309)
- Madison (16 261)
- South River (15 990)
- Phillipsburg (15 320)
- Tenafly (15 219)
- Asbury Park (15 146)

## Demografia
Spis ludności z roku 2010 stwierdza, że stan New Jersey liczy 8 791 894 mieszkańców, co oznacza wzrost o 377 597 (4,5%) w porównaniu z poprzednim spisem z roku 2000. Dzieci poniżej piątego roku życia stanowią 5,8% populacji, 22,0% mieszkańców nie ukończyło jeszcze osiemnastego roku życia, a 15,8% to osoby mające 65 i więcej lat. 51,2% ludności stanu stanowią kobiety.

### Język
Najpowszechniej używanymi językami są:
- język angielski – 71,31%,
- język hiszpański – 14,59%,
- język włoski – 1,06%,
- język portugalski – 1,06%.

### Rasy i pochodzenie
Według spisu z 2010 roku, 72,1% mieszkańców stanowiła ludność biała (55,1% nie licząc Latynosów), 15,0% to Afroamerykanie, 10,1% to Azjaci, 2,2% miało rasę mieszaną, 0,6% to rdzenna ludność Ameryki, 0,1% to Hawajczycy i mieszkańcy innych wysp Pacyfiku. Latynosi stanowią 20,4% ludności stanu.
Największe grupy stanowią osoby pochodzenia włoskiego (16,1%), irlandzkiego (14,1%), afroamerykańskiego (13,5%), niemieckiego (10,6%), polskiego (5,7%) i portorykańskiego (5,4%). Obecne są także duże grupy (ponad 100 tys.) osób pochodzenia latynoskiego z Ameryki Południowej i Środkowej, osób pochodzenia angielskiego, „amerykańskiego”, hinduskiego, meksykańskiego, rosyjskiego, chińskiego, francuskiego, szkockiego, filipińskiego i arabskiego.
New Jersey ma największą populację Hindusów (370 tys.) wśród wszystkich stanów amerykańskich.
W kilku rejonach New Jersey, m.in. w Garfield, Wallington, Linden, Bayonne, Elizabeth, Clifton i Jersey City znajdują się duże skupiska Polonii amerykańskiej.

## Religie
Dane z 2014 r.:
- katolicy – 34%,
- protestanci – 31% (głównie: baptyści, metodyści, bezdenominacyjni, kalwini, zielonoświątkowcy, luteranie, anglikanie i uświęceniowcy),
- brak religii – 18% (w tym: 3% agnostycy i 2% ateiści),
- żydzi – 6%,
- muzułmanie – 3%,
- pozostałe religie – 8% (w tym: prawosławni, hinduiści, New Age, mormoni, buddyści, świadkowie Jehowy, unitarianie uniwersaliści i bahaiści[10]).

## Sport
Sydney McLaughlin-Levrone, mistrzyni olimpijska (2021) i rekordzistka świata w biegu na 400 metrów przez płotki, pochodzi i mieszka w New Jersey.

## Galeria

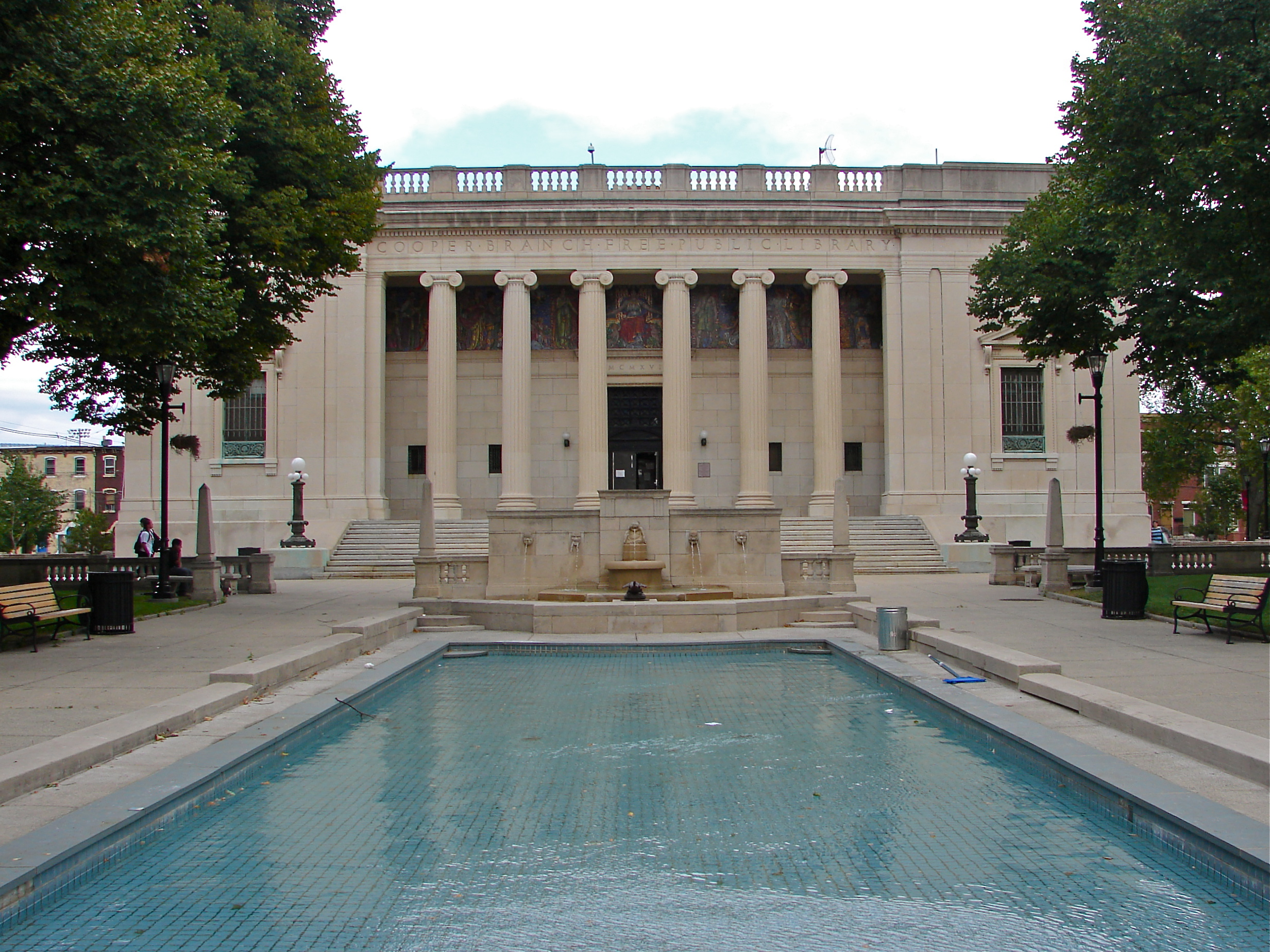
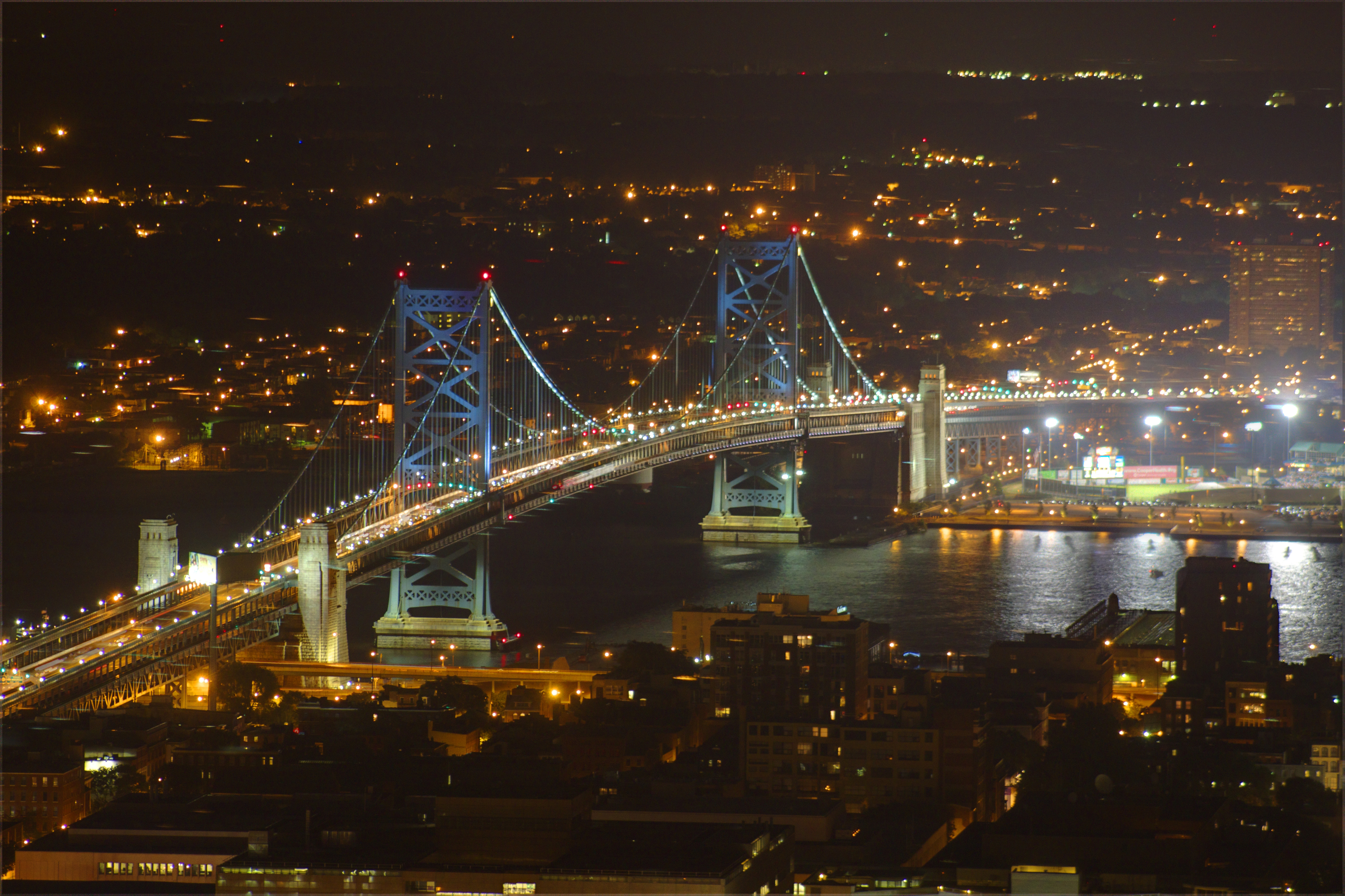
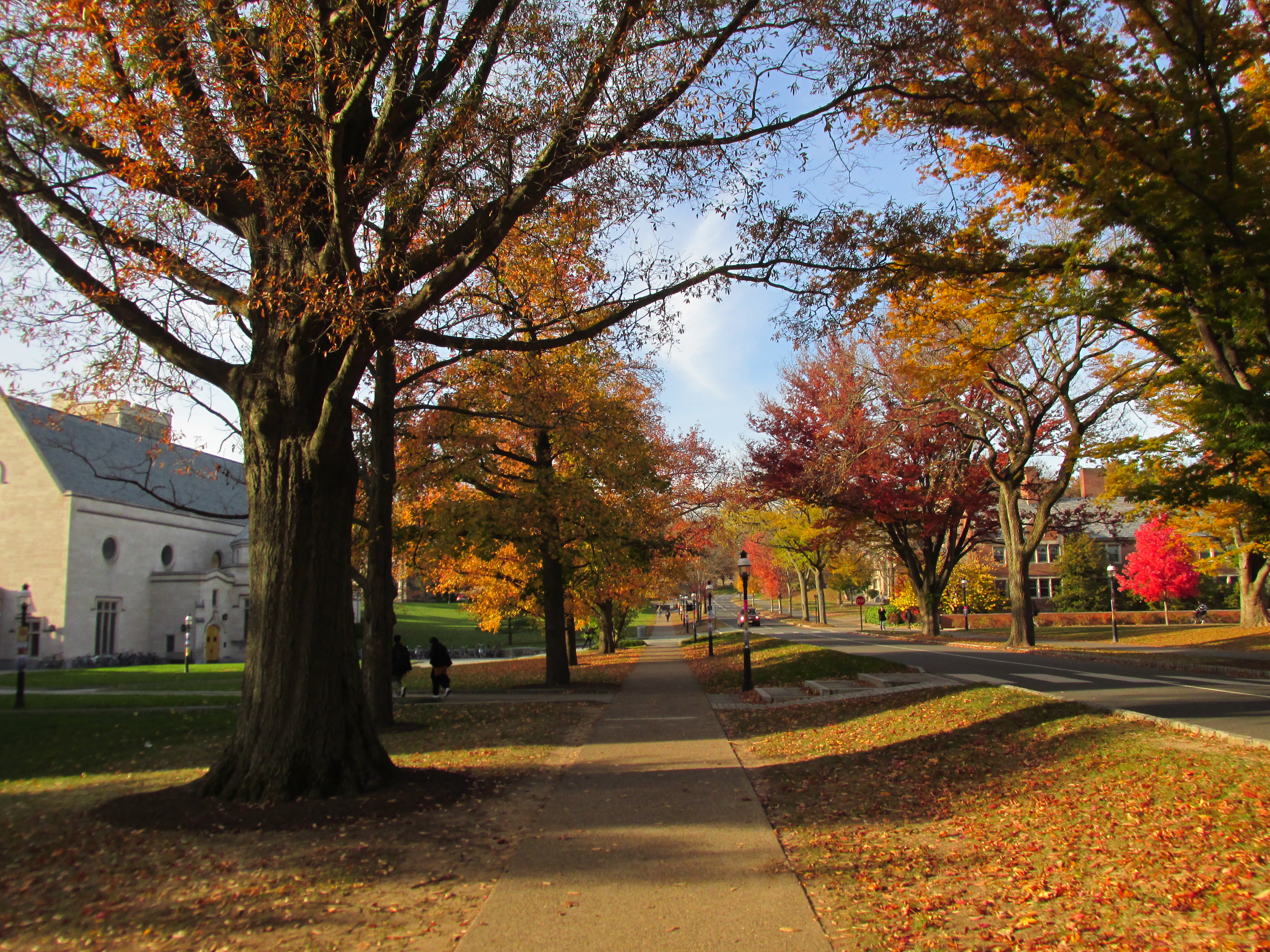
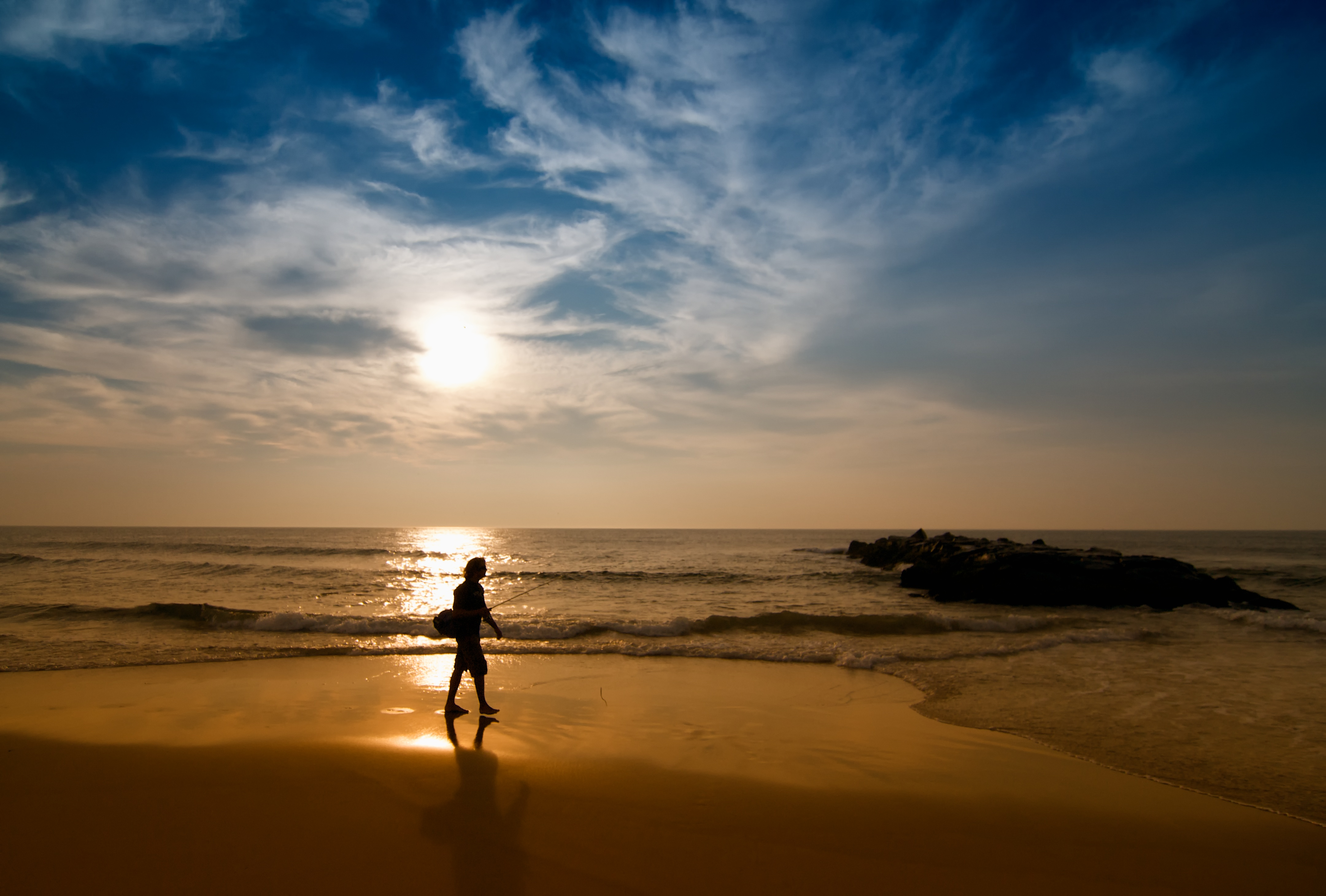